# Ach, můj nejsladší Ježíši
Ach, můj nejsladší Ježíši je česká barokní duchovní píseň ze 17. století. Jejím autorem je Václav Karel Holan Rovenský, který ji vřadil do svého kancionálu Kaple královská zpěvní a muzikální (Capella regia musicalis) z roku 1694, kde má píseň šest slok a je uvedena v trojhlasé úpravě. Pod stejným nápěvem jsou v tomto kancionálu uvedeny ještě písně Jazyk nemůž vymluviti a Kdož ochrany nejvyššího. Pod číslem 301 je vřazena do katolického Jednotného kancionálu s přepracovaným textem (T×) a upraveným nápěvem (N~) ve formě mešní písně. V Mešních zpěvech je uvedena s upraveným textem a téměř původní melodií. S původním textem zbaveným archaismů a původním nápěvem je píseň uvedena i v katolickém zpěvníku Dědictví Otců pod číslem 402. Vřazena byla i do starších českých zpěvníků - například do Českého kancionálu Dobroslava Orla a Vladimíra Hornofa.